# Antonio van Wyk
Antonio van Wyk (Ciudad del Cabo, 30 de marzo de 2002) es un futbolista sudafricano que juega en la demarcación de centrocampista para el SV Ried de la Bundesliga.

## Selección nacional
Tras jugar con la selección de fútbol sub-23 de Sudáfrica, finalmente hizo su debut con la selección absoluta el 13 de julio de 2022 en un encuentro de la Copa COSAFA 2022 contra Mozambique que finalizó con un resultado de empate a cero que se resolvió desde la tanda de penaltis por 4-5 a favor de Mozambique.

## Clubes
| Club            | País      | Año       | Partidos | Goles |
| --------------- | --------- | --------- | -------- | ----- |
| Stellenbosch FC | Sudáfrica | 2021-2024 | 79       | 6     |
| SV Ried         | Austria   | 2024-     | 18       | 1     |